# We Like 2 Party
〈We Like 2 Party〉는 대한민국의 음악 그룹 빅뱅의 노래이다. 이 노래는 2015년 6월 1일, YG 엔터테인먼트를 통해 디지털 음원으로 발매되었다. MADE 시리즈의 A의 두 번째 노래이다.

## 배경
2015년 5월 28일, YG 엔터테인먼트는 첫 포스터를 공개하였다. 이후, 작사가와 작곡가가 포함된 두 번째 포스터를 공개하였다.

## 차트 성적
"We Like 2 Party"는 발매 첫 주 278,367 디지털 카피를 판매해 가온 디지털 차트 1위를 차지하였다. 6월 말, "We Like 2 Party"는 그들의 또 다른 노래 "뱅뱅뱅 (BANG BANG BANG)"에 이어 515,406 디지털 카피를 판매해 가온 디지털 월간 차트 2위를 차지했다.

## 뮤직 비디오
"We Like 2 Party"의 뮤직 비디오는 2015년 5월 19일 제주도에서 촬영 되었다. 디지페디(성원모, 박상우 감독)가 연출한 이 뮤직 비디오에서 빅뱅의 멤버들은 각각 캠코더를 들고 제주도로 여행을 떠나 여행을 만끽하는 일상적인 모습을 고스란히 담아냈다. 특히 이전의 퍼포먼스 위주의 뮤직 비디오와는 달리 지하철을 타고 공항까지 이동하고 공항 도착 후 팬들과 함께 하는 모습이나 제주도에 도착 후 해변을 뛰어다니거나, 드라이브를 즐기고 수영장에서 즐겁게 놀고, 또 잠자는 대성의 얼굴에 낙서를 하고 즐거워하는 소년 같은 모습을 자연스럽게 담아 그동안 볼 수 없었던 빅뱅 멤버들의 코믹한 모습을 대방출하는 등 내츄럴한 모습이 부각되고 있어 팬들의 뜨거운 반응을 얻었다.
미국 빌보드는 “빅뱅 멤버들은 자신들이 스타일링한 비주얼과 함께 환상적인 브로맨스를 보여줬다. 친구들과 놀고 노래방에 가고 얼굴에 낙서하기 좋아하는 여느 20대와 같은 모습이다”며 “기존에 보여준 화려하고 카리스마 넘치는 빅뱅과 달리 자연스럽고 장난기 넘치는 모습을 선보였다”고 언급하며 뮤직비디오에 대해 평가하였다.
이 뮤직 비디오는 2015년 6월에 공개된 K-Pop 뮤직 비디오 중에서 최고 중 하나로 선정되었으며, 빌보드에서 2015년 6월 동안 미국과 전세계 국가에서 가장 많이 시청한 K-Pop 뮤직 비디오 3위로 선정되었다고 보도하였다.

## 차트
| 차트 (2015)                       | 최고 순위 |
| --------------------------------- | --------- |
| 재팬 핫 100 (빌보드)              | 27        |
| 대한민국 (가온 주간 싱글 차트)    | 3         |
| 대한민국 (가온 월간 싱글 차트)    | 4         |
| 미국 월드 디지털 송 차트 (빌보드) | 2         |

판매량
| 차트                       | 판매량  |
| -------------------------- | ------- |
| 대한민국 가온 디지털 차트  | 862,284 |
| 빌보드 월드 디지털 송 차트 | 7,000   |

## 발매일
| 국가      | 날짜            | 포맷             | 레이블                   |
| --------- | --------------- | ---------------- | ------------------------ |
| 대한민국  | 2015년 6월 1일  | 디지털 다운로드] | YG 엔터테인먼트, KT 뮤직 |
| Worldwide | 2015년 6월 1일  | 디지털 다운로드] | YG 엔터테인먼트, KT 뮤직 |
| Japan     | 2015년 6월 17일 | 디지털 다운로드] | YG 엔터테인먼트, YGEX    |